# Jeu de lames
 (septembre 2018).
Si vous disposez d'ouvrages ou d'articles de référence ou si vous connaissez des sites web de qualité traitant du thème abordé ici, merci de compléter l'article en donnant les références utiles à sa vérifiabilité et en les liant à la section « Notes et références ».
Le jeu de lames est une forme de jeu consensuelle de BDSM impliquant couteaux, dagues et lames en tant que  source de stimulation physique et mentale. Les lames sont typiquement utilisées pour couper des vêtements, griffer la peau, ou retirer la cire après un jeu de cire, ou donner simplement une stimulation sensuelle. Le jeu de lames peut être affilié au jeu de modification corporelle.